# Ung thư tinh hoàn
Ung thư tinh hoàn là ung thư phát triển ở tinh hoàn, một phần của hệ thống sinh sản nam giới. Các triệu chứng có thể bao gồm một cục u trong tinh hoàn, hoặc sưng hoặc đau ở bìu. Điều trị có thể dẫn đến vô sinh.
Các yếu tố nguy cơ bao gồm tinh hoàn, tiền sử gia đình của bệnh và tiền sử ung thư tinh hoàn. Loại phổ biến nhất là khối u tế bào mầm được chia thành seminomas và nonseminomas.Các loại khác bao gồm các khối u và sợi u lympho. Chẩn đoán thường dựa trên khám sức khỏe, siêu âm và xét nghiệm máu.Phẫu thuật cắt bỏ tinh hoàn bằng kiểm tra dưới kính hiển vi sau đó được thực hiện để xác định loại.
Ung thư tinh hoàn rất dễ điều trị và thường chữa được. Các lựa chọn điều trị có thể bao gồm phẫu thuật, xạ trị, hóa trị hoặc ghép tế bào gốc. Ngay cả trong trường hợp ung thư đã lan rộng, hóa trị liệu thường cung cấp một tỷ lệ chữa bệnh lớn hơn 80%.
Ung thư tinh hoàn toàn cầu ảnh hưởng đến 686.000 người vào năm 2015. Đã có 9,400 ca tử vong do 7.000 người chết từ năm 1990 Tỷ lệ thấp hơn ở các nước phát triển so với các nước đang phát triển. Khởi phát thường xảy ra nhất ở nam giới từ 20 đến 34 tuổi và hiếm khi xảy ra trước 15 tuổi. Tỷ lệ sống 5 năm ở Hoa Kỳ là khoảng 95%.